# 圣马里亚德奥尔达斯
圣马里亚德奥尔达斯，是西班牙卡斯蒂利亚-莱昂莱昂省的一个市镇。 总面积46平方公里，总人口398人（001年），人口密度9人/平方公里。